# Резолюшън (линеен кораб, 1915)
Резолюшън (на английски: HMS Resolution) е британски линеен кораб от типа „Ривендж“, участва в двете световни войни.

## История
Заложен е на 29 ноември 1913 г. в корабостроителницата на „Палмърс“, на вода е спуснат на 14 януари 1915 г. Влиза в строй на 30 декември 1916 г. (в състава на 1-ва ескадра). В междувоенния период е на служба в Атлантическия флот, в резерва се намира от 1930 г. до 1931 г. В навечерието на Втората световна война носи служба в Атлантика, съпровождайки конвои. През месец май 1940 г. участва в битката при Нарвик и е подложен в Хелсунет на бомбардировка (една бомба уцелва кораба). През юни 1940 г. е прехвърлен в Гибралтар, на 3 юли 1940 г. взема участие в операцията по потопяването на френските кораби.
През септември 1940 г. преминава във Фрийтаун, на 24 септември участва в Сенегалската операция, в хода на която е торпилиран от френската субмарина „Бевезьо“. Ремонтиран е в САЩ, през февруари 1942 г. пристига в Коломбо. До 1943 г. носи служба в Индийския океан, през септември се връща във Великобритания, където е преоборудван в учебен кораб. На 5 май 1948 г. е продаден и предаден за скрап във Фаслейн. Едно от неговите 15-дюймови оръдия се намира в Имперския военен музей.